# Bravida Arena
Bravida Arena é um estádio de futebol localizado em Hisingen, na cidade de Gotemburgo, na Suécia.
Tem capacidade para 6 500 pessoas, e recebe os jogos do clube BK Häcken.

Foi inaugurado em 2015.